# ميدان ختروفسكايا

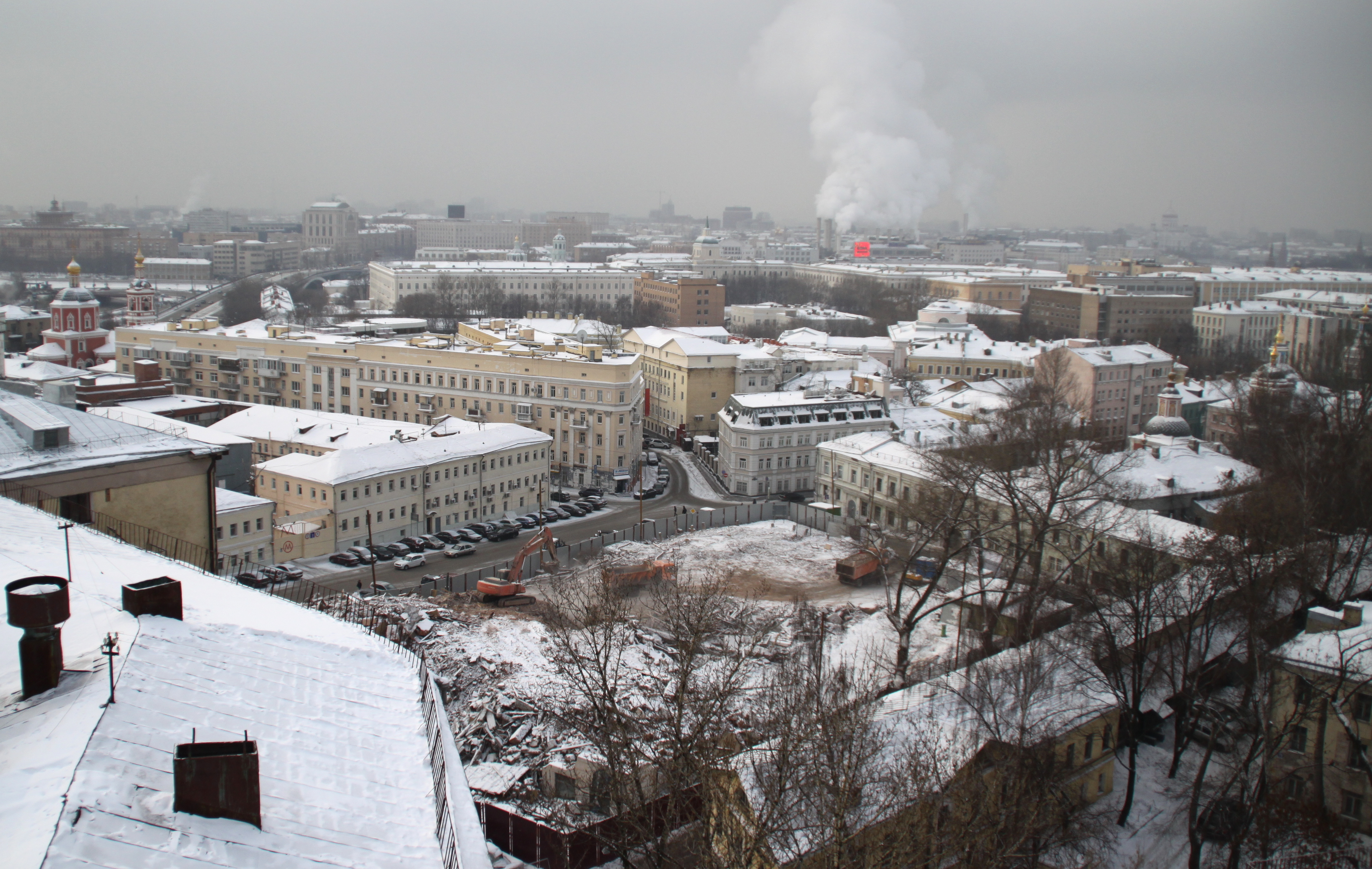

ميدان ختروفسكايا Khitrovskaya Square (يعرف تاريخيا أيضا باسم سوق ختروف، أو باسم ختروفكا فقط) هو ميدان يقع في وسط موسكو، وجد منذ عشرينات القرن التاسع عشر حتى ثلاثينات القرن العشرين، وتم تجديده في العقد الثاني من القرن الواحد والعشرين. 

## الدعارة
أصبح في النصف الثاني من القرن التاسع عشر من أماكن الدعارة في موسكو، ومرتع لآلاف من العاطلين والمجرمين.

## تاريخ البداية
دمرت أوائل البنايات في الميدان في حريق موسكو عام 1812. وبيعت الأرض الفضاء في عام 1823 إلى الجنرال ختروفو الذي منح تفويضاً بإنشاء سوق للحوم والخضروات فيه. مات ختروفو في عام 1926 قبل أن يتم مشروعه. واستخدم المكان كسوق في أوقات الشتاء فقط لفترة قصيرة كل عام، قبل بداية أعياد الكريسماس، حيث كان تجار المناطق المجاورة لموسكو يفدون إلى المكان لبيع لحومهم المجمدة والدواجن ولحوم الغزلان.

## مكان للتشغيل
وفي ستينات القرن التاسع عشر صار مكانا لتشغيل القوى العاملة الغير مدربة، والعاطلين من الفلاحين الذي وفدوا إلى المدينة بحثا عن المال في المدينة الكبيرة. العديد منهم فشل في الحصول على عمل واستقروا هناك للأبد.
سوء السمعة
وصار الميدان ملجأ للمدانين الهاربين، والمواطنين المفلسين والعديد من الرجال سيئي السمعة.

## في الأدب والفن
زار ذلك المكان العديد من الأدباء والفنانين ومنهم تولستوي في أوائل القرن العشرين، وتشيبكينا كوبرنيك، وغيلياروفسكي، وستانيسلافسكي، ونيميروفيتش دانتشينكو والفنان سيموف الذي رسم ديكورات للمسرحية «الأعماق الضحلة» لـ غوركي سافروسوف، وأنهي حياته في فقر هناك.
وقامت الجراند دوقة إليزافيت فيدوروفنا، مؤسسة دير مارفو ماريينسكي، بإنشاء مدرسة في دير للأيتام والأطفال في سوق ختروف. ويوجد وصف لمنطقة ختروفكا أيضا وسكانها في كتاب «الحياة اليومية في روسيا» للكاتب هنري تروايا.

## تسمية تكريمية لغوركي
وصفيت أوكار الجريمة في عشرينات القرن العشرين. وأعيد تسمية الميدان باسم ميدان ماكسيم غوركي تكريما للمسرحية الشهيرة للكاتب الشهير الذي زار الميدان بنفسه.
بنيت مدرسة قبل الحرب العالمية الثانية في الميدان، ثم أزيلت فيما بعد، رغم أنها ظلت تذكر في السجلات حتى ستينات القرن العشرين.
1. ↑  "Блог". مؤرشف من الأصل في 2017-11-01. اطلع عليه بتاريخ 2020-05-06.